# Geneviève de Paris
Pour les articles homonymes, voir Geneviève et Sainte-Geneviève.
Geneviève, née à Nanterre vers 420 et morte à Paris entre 502 et 512, est une sainte gallo-romaine, patronne de la ville de Paris, du diocèse de Nanterre et des gendarmes. La forme issue du latin Genovefa est également employée et a donné le nom « génovéfain » (religieux).

## Hagiographie

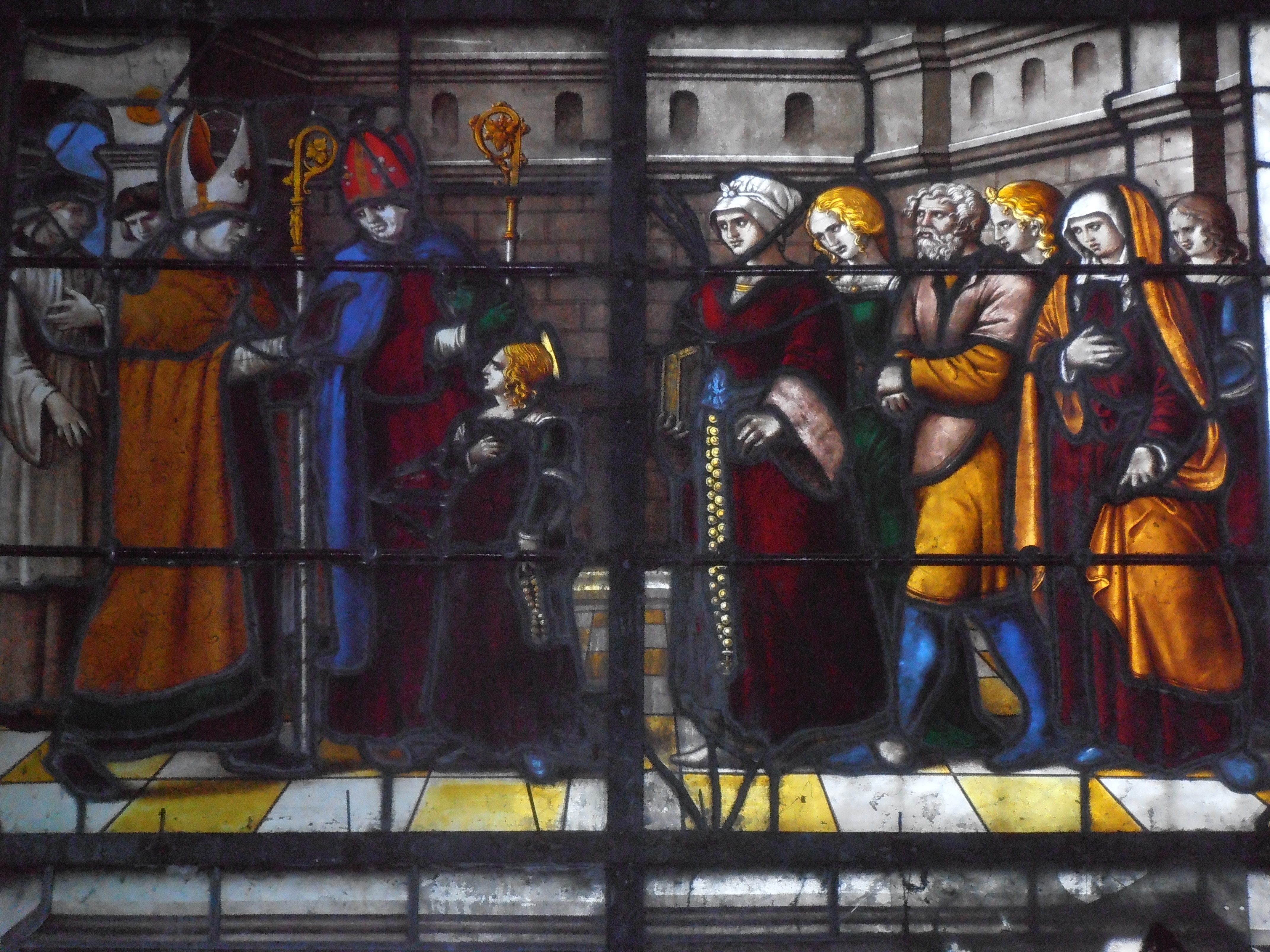
Vitrail de sainte Geneviève rencontrant saint Germain et saint Loup.
Église de Saint-Julien-du-Sault.

La source unique d'informations historiques sur le personnage est la Vita de Geneviève, un texte hagiographique écrit probablement à la demande de Clotilde, l'épouse de Clovis. L'auteur anonyme, probablement un prêtre de saint Martin de Tours que la reine a installé à Paris, affirme écrire 18 ans après la mort de la sainte, vers 520, ce qui en fait un des très rares monuments littéraires du VIe siècle en Gaule. Cette hagiographie génovéfine, Vita sanctae Genovefae, empreinte de merveilleux et qui ne contient aucune chronologie, est réalisée par ce clerc d'origine burgonde qui a rassemblé tout ce qu'il savait d'elle par des témoins directs encore vivants pour glorifier Geneviève et Clovis. Clotilde, missionnaire antiarienne installée dans Tours, foyer de la propagande antiarienne après la mort de son mari, veut ainsi mettre en avant la figure de Geneviève, catholique romaine antiarienne, qui, en privilégiant la lutte contre les Wisigoths ariens à l'instar de son modèle, saint Martin, a fait de son triomphe celui de Clovis et de l'orthodoxie du christianisme nicéen.
L'abbé Saint-Yves, dans sa Vie de sainte Geneviève, donne une origine celtique au nom de Geneviève (Genovefa). Selon lui en gallois, genoeth veut dire « jeune fille » (cf. gaulois genata « jeune fille »), étymologie invraisemblable car il manque l'élément -eth (ou -ata) dans Geno- et -vefa n'admet aucune explication en celtique. 
En réalité, le nom Genovefa est vraisemblablement la latinisation du francique *Kenowīfa ou *Kenuwefa, nom germanique féminin constitué des éléments ken- « genre, race » (apparenté à kin en anglais) et wīf « femme » (apparenté à wife en anglais et Weib en allemand),. Pourtant, la plupart des sources font état d'une autre étymologie germanique, à savoir : *ginu- « grand, spacieux » et *waifō- « remuant »,,,.
Les historiens ont maintes fois débattu des origines sociales de la sainte. Les biographes Dom Jacques Dubois et Laure Beaumont-Maillet ont tranché le débat : Geneviève, issue d'une riche famille de l'aristocratie gallo-romaine, est la fille unique de Severus (nom latin signifiant « austère »), probablement un Franc romanisé qui après une carrière d'officier, a exercé la fonction de régisseur de terres d'Empire, et de Geroncia (ou Gerontia, nom grec « désignant une personne sage par l'âge et les vertus »), fille d'un général. 
Elle aurait hérité en tant que fille unique de la charge de membre du conseil municipal (curia) détenue par son père,, charge qu’elle aurait exercée tout d’abord à Nanterre, puis à Paris (la ville s’appelait déjà ainsi), (faisant partie des dix principales constituant l'aristocratie municipale) après son installation dans cette ville chez une « marraine » influente,. 
Baptisée, elle se voue très jeune à Dieu et, selon la légende, est remarquée par saint Germain d'Auxerre et saint Loup de Troyes, qui passent par Nanterre vers 430 (légende à l'origine de l’église Saint-Germain-de-Charonne), à l'occasion de leur voyage vers la province romaine de Bretagne (Grande-Bretagne actuelle). Elle mène une vie consacrée et ascétique, probablement dès ses seize ans. 
Selon la Vita sanctae Genovefae, à l'âge de 18 ou 20 ans, elle reçoit à Paris le voile des vierges des mains de l'évêque Wllicus, prélat inconnu des historiens. À la mort de ses parents vers 440, elle quitte Nanterre et vient s'établir chez sa marraine Procula en plein Paris, dans l'île de la Cité.

Selon la tradition, lors du siège de Paris en 451, grâce à sa force de caractère, Geneviève, qui n’a que 28 ans, convainc les habitants de Paris de ne pas abandonner leur cité aux Huns. Elle encourage les Parisiens à résister à l’invasion par les paroles célèbres : 

« Que les hommes fuient, s’ils veulent, s’ils ne sont plus capables de se battre. Nous les femmes, nous prierons Dieu tant et tant qu’Il entendra nos supplications. »

De fait, Attila évita Lutèce (Paris). Mais contrairement à ce que représentera l'iconographie, il n'a jamais rencontré Geneviève.
Une autre hypothèse controversée prétend qu'elle aurait averti l'envahisseur d'une épidémie de choléra sévissant dans la région. Enfin, par ses liens avec les Francs, intégrés au dispositif romain, elle aurait pu savoir qu'Attila voulait s'attaquer d'abord aux Wisigoths en Aquitaine, et ne voulait sans doute pas perdre du temps devant Paris. Dans tous les cas, le plus important était d'empêcher les Parisiens de risquer leur vie en fuyant.
En 465, elle s'oppose à Childéric Ier, qui entreprend le siège de Paris, en parvenant à ravitailler plusieurs fois la ville avec du blé de la Brie et de Champagne, forçant alors le blocus.
Sa renommée de sainteté se répandit bien au-delà de la Gaule, à tel point que des marchands de Paris, qui avaient voyagé jusqu'en Syrie et avaient rendu visite à saint Siméon le Stylite, racontaient que le saint, qui ne la connaissait pas, mais qui avait eu une révélation divine particulière à son sujet, leur avait demandé de transmettre ses salutations à Geneviève, en lui demandant de le recommander dans ses prières. 
Elle fait bâtir une chapelle sur l'emplacement du tombeau de saint Denis, premier évêque de Lutèce. 
Elle convainc également Clovis, dont elle a toujours été une partisane, de faire ériger une église dédiée aux saints Pierre et Paul sur le mons Lucotitius (qui porte aujourd'hui le nom de montagne Sainte-Geneviève), dans l'actuel 5e arrondissement de Paris, au cœur du Quartier latin. Si l'historiographie récente avance une date de mort le 3 janvier 502, la tradition préfère celle du 3 janvier 512. Selon sa Vita, elle meurt à l'âge de 89 ans dans l'ermitage de Paris. Elle est enterrée dans cette même église aux côtés de Clovis et rejointe plus tard par la reine Clotilde, ses plus célèbres disciples. L'église est d'abord confiée à des bénédictins, puis à des chanoines séculiers : c'est l'abbaye Sainte-Geneviève de Paris, dont le clocher est encore visible dans l'enceinte du lycée Henri-IV (ce clocher est connu sous le nom de « tour Clovis »).

## Postérité

### Sainte patronne

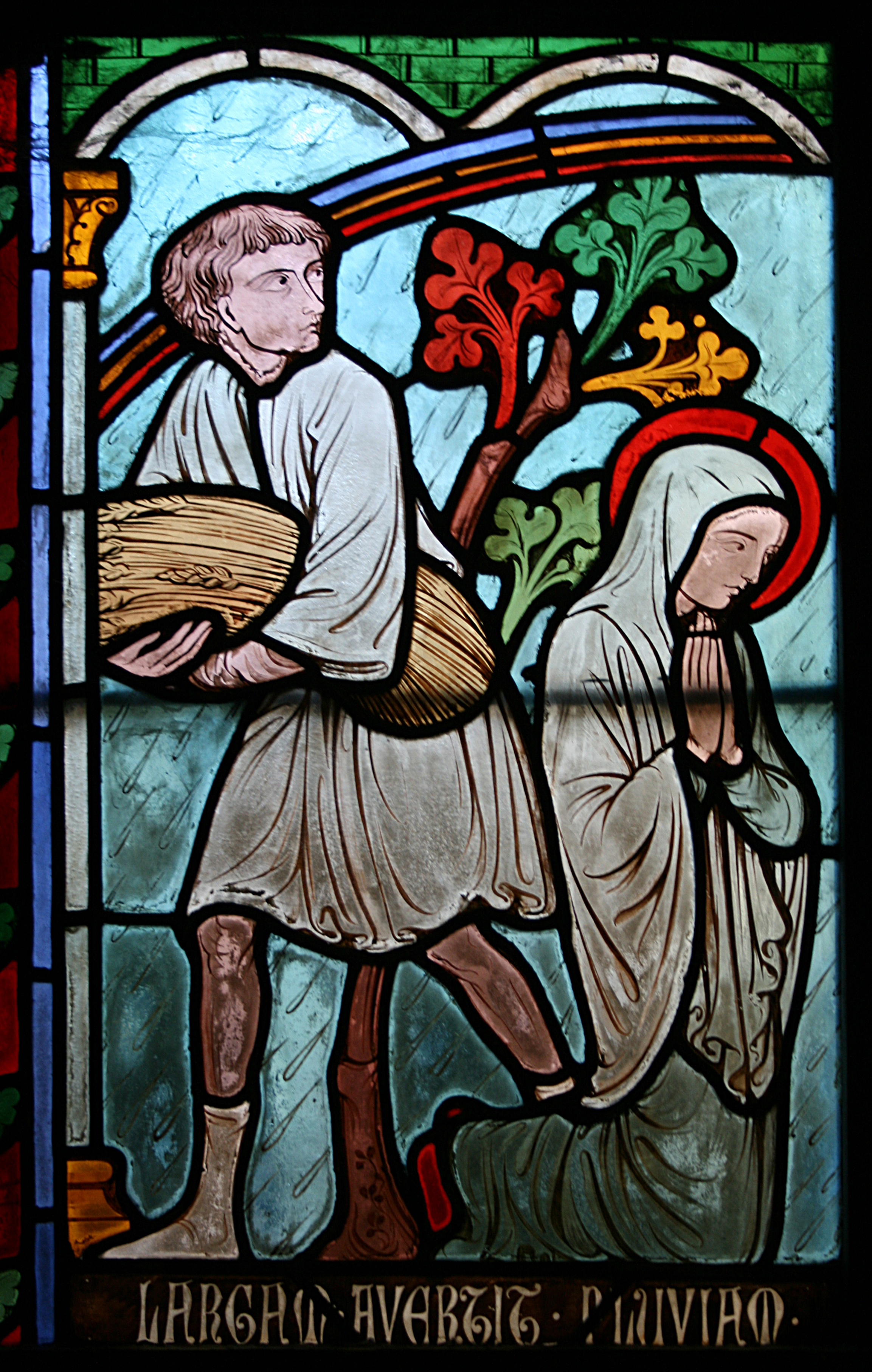
Sainte Geneviève priant pour arrêter la pluie lors des moissons, cathédrale Notre-Dame de Paris.

Sainte patronne de Paris et du diocèse de Nanterre, Geneviève est fêtée le 3 janvier,.
Sainte Geneviève est également la sainte patronne de la gendarmerie nationale française depuis le décret du 18 mai 1962, signé par le pape Jean XXIII. Les gendarmes ont coutume de la célébrer le 26 novembre, en référence au « miracle des Ardents », qui renvoie à l'intoxication par le seigle qui sévit à Paris en 1130. En effet, cette épidémie avait pris fin après une procession des reliques de la sainte, renforçant la dévotion des Parisiens à son égard et donnant naissance à une tradition de grandes processions entre son église et la cathédrale Notre-Dame, vivaces et prisées par les élites politiques, professionnelles et religieuses jusqu'au XVIIIe siècle. Une église Sainte-Geneviève-des-Ardents existait jusqu'au milieu du XVIIIe siècle sur l'actuel parvis de Notre-Dame.
Les gendarmes français ont l’habitude de célébrer sainte Geneviève le 26 novembre en organisant « un pot de l’amitié » auquel préfets, élus et magistrats sont notamment conviés. En 2016, Richard Lizurey, directeur général de la Gendarmerie nationale, annonce l'octroi d'un jour de repos exceptionnel aux gendarmes à l’occasion de la Sainte-Geneviève. 
Alors que le personnel de la gendarmerie participant aux cérémonies bénéficiait déjà d'un jour de repos supplémentaire, cette décision conduit à en octroyer à tous les civils et militaires. Dans un communiqué, le Syndicat des cadres de la sécurité intérieure, relatif aux policiers et affilié à la CFDT, s'étonne d'un tel avantage pour « honorer une sainte dans un pays où la laïcité est quotidiennement au centre de tous les débats ».
Elle a une homonyme : sainte Geneviève de Loqueffret, une sainte bretonne que l'on fête aussi le 3 janvier comme son illustre patronne. Elle est invoquée pour les règles abondantes ou les périodes menstruelles prolongées chez la jeune fille vierge.
Les orthodoxes redécouvrent sainte Geneviève dans les années 1920 et les années 1930, en témoignent les quelques paroisses éponymes de la région parisienne. Cela fut narré au grand public via l'émission Orthodoxie portant sur la sainte, diffusée dans le cadre des Chemins de la foi d'octobre 2020. Le séminaire orthodoxe russe d'Épinay-sous-Sénart est également dédié à la sainte, dont il possède des reliques ; ces dernières proviennent du carmel de Pontoise. En 2018, l'Église orthodoxe russe inclut, dans son martyrologe et calendrier liturgique, divers saints occidentaux dont sainte Geneviève.

### Châsse de sainte Geneviève

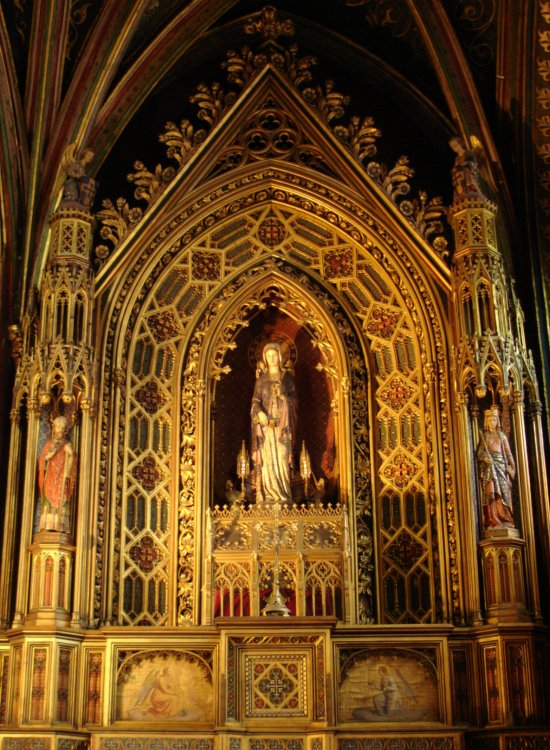
Châsse de sainte Geneviève dans l’église Saint-Étienne-du-Mont.

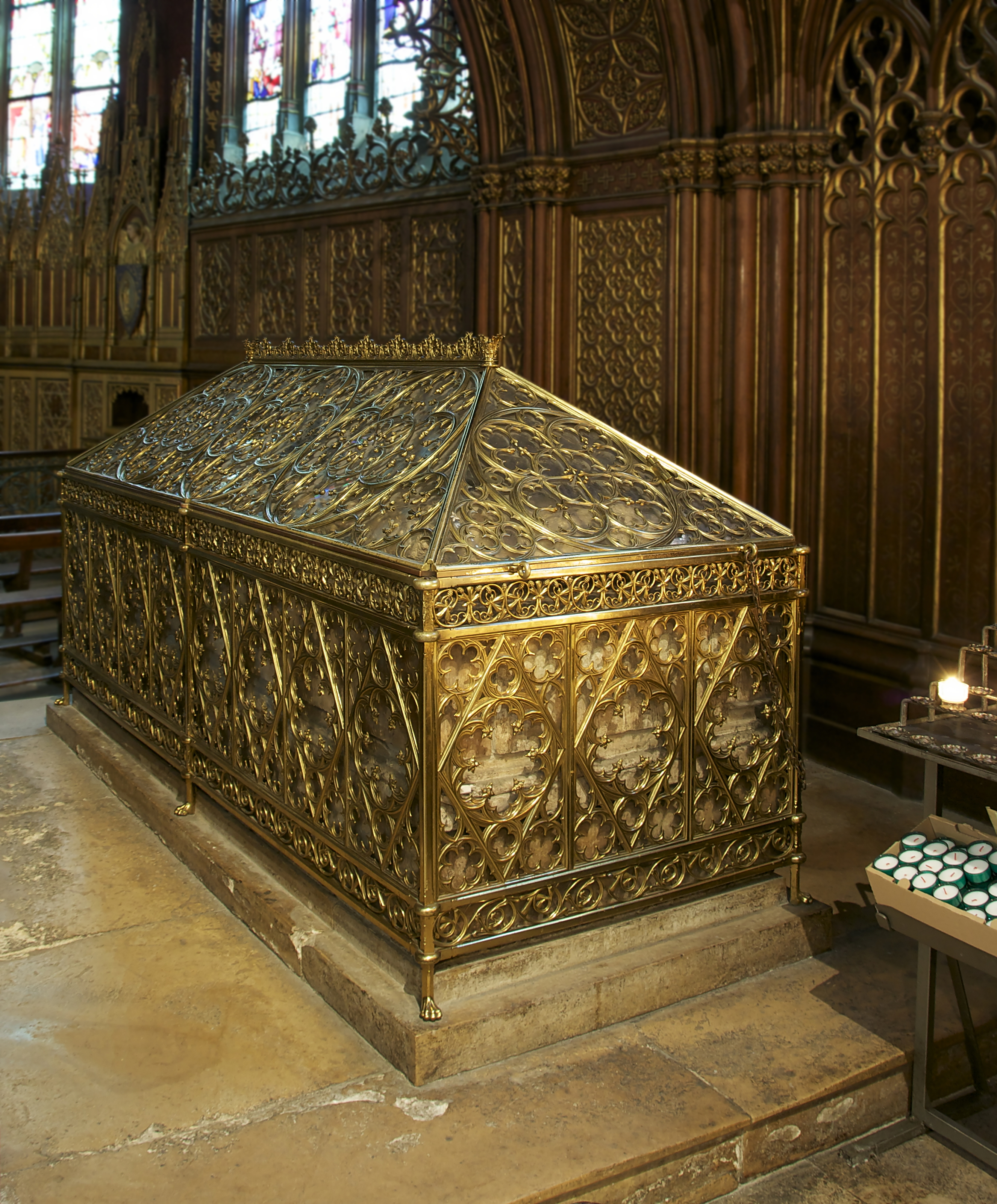
Sarcophage de sainte Geneviève dans l’église Saint-Étienne-du-Mont.

Selon la tradition, le tombeau de sainte Geneviève est placé auprès de celui de Clovis dans la crypte de l’église Saint-Pierre-Saint-Paul (future abbaye Sainte-Geneviève de Paris), construite par le roi des Francs. Vers 630, saint Éloi orne le sarcophage de pierre de la sainte de plaques d'or, finement ciselées, et de pierres précieuses. 
La châsse est évacuée vers Draveil lors de la première invasion des Normands en 845. Elle y reste jusqu’en 853. La première procession connue a lieu en 886 lors du siège de Paris. En janvier 1162, court la rumeur que des réformateurs de l'abbaye ont dérobé le chef de sainte Geneviève en le séparant du reste de ses reliques. 
Louis VII fait apposer sur la châsse le sceau royal et ordonne une enquête solennelle. Le résultat de cette enquête rassure tout le monde et le chapitre décide que désormais le 10 janvier serait une fête célébrée avec autant de solennité que le 3, sous la dénomination d'Invention du chef de sainte Geneviève. En 1230, ce coffre est endommagé à un tel point que l'abbé Robert de la Ferté-Milon confie l'exécution d'une nouvelle châsse en vermeil par l'orfèvre parisien Bonnard, de 1240 à 1242. Elle est reconstruite en 1614, sous la régence de Marie de Médicis.
Le port de la châsse est dévolu à l'origine aux Génovéfains. En 1412, une Confrérie de sainte Geneviève est érigée en vertu d'un bref du pape et de lettres patentes de Charles VI qui finance les processions. Cette confrérie accueillant par cooptation les membres éminents des grandes corporations de la ville obtient en 1524 le privilège de porter la châsse.
Le 8 novembre 1793, la châsse de la sainte est transportée à la Monnaie où l'on fond les métaux précieux, tandis qu'on récupère les pierreries. Le 21 novembre, le Conseil général de Paris fait brûler les ossements de la sainte sur la place de Grève et fait jeter les cendres à la Seine.
La nouvelle châsse en cuivre entaillé et doré, honorée aujourd'hui dans l’église Saint-Étienne-du-Mont près du Panthéon, contiendrait quelques reliques (un avant-bras et quelques phalanges) qui avaient été envoyées dans d’autres sanctuaires avant la Révolution et qui ont ainsi pu être préservées des destructions. Bien que la châsse n'ait pas été portée processionnellement à l'extérieur depuis le XVIIIe siècle, la confrérie des Porteurs de la châsse existe toujours, son rôle se bornant à la porter dans l'église même, au moment de la neuvaine. Le culte de la sainte, très populaire, explique qu'elle possède dans l'église plusieurs châsses, dont la plus grande qui contiendrait la pierre tombale de la sainte redécouverte en 1803 lors de la démolition de l'église Sainte-Geneviève. En effet, cherchant à restaurer le culte de la sainte après la Révolution, le premier curé concordataire de Saint-Étienne-du-Mont, François-Amable de Voisins, y a fait transporter en 1803 la pierre de son tombeau,.

### Iconographie

#### Avant leXVIesiècle
Jusqu'au XVIe siècle, Geneviève est représentée vêtue d'une robe de jeune fille noble, tenant à la main un cierge qu'un démon souvent essaie d'éteindre (en souvenir de la construction de la première basilique de Saint-Denis, dont elle visitait le chantier, de nuit, avec ses compagnons. Alors que le cierge que tient l'un d'eux s'éteint brusquement, elle le prend en main et il se rallume miraculeusement). À la fin du XVIe siècle, elle est représentée en jeune bergère entourée de moutons, peut-être par confusion avec Jeanne d'Arc et les représentations de vierges pastourelles. Cette légende qui fait de Geneviève une bergère date du succès du poème latin de Pierre de Ponte paru en 1512, puis de la mode des bergeries qui se manifeste au XVIIe siècle. De nombreuses lithographies popularisent dans les chaumières la « bergère de Nanterre » au temps de la Restauration et de la monarchie de Juillet. Cette présentation symbolique pourrait aussi, suggère l'historien Michel Sot, faire référence au fait qu'elle est « gardienne des ouailles de Paris ».

#### AuXIXesiècle
Pierre Puvis de Chavannes consacre un cycle de peintures à l'enfance de Geneviève (1874) au Panthéon de Paris.

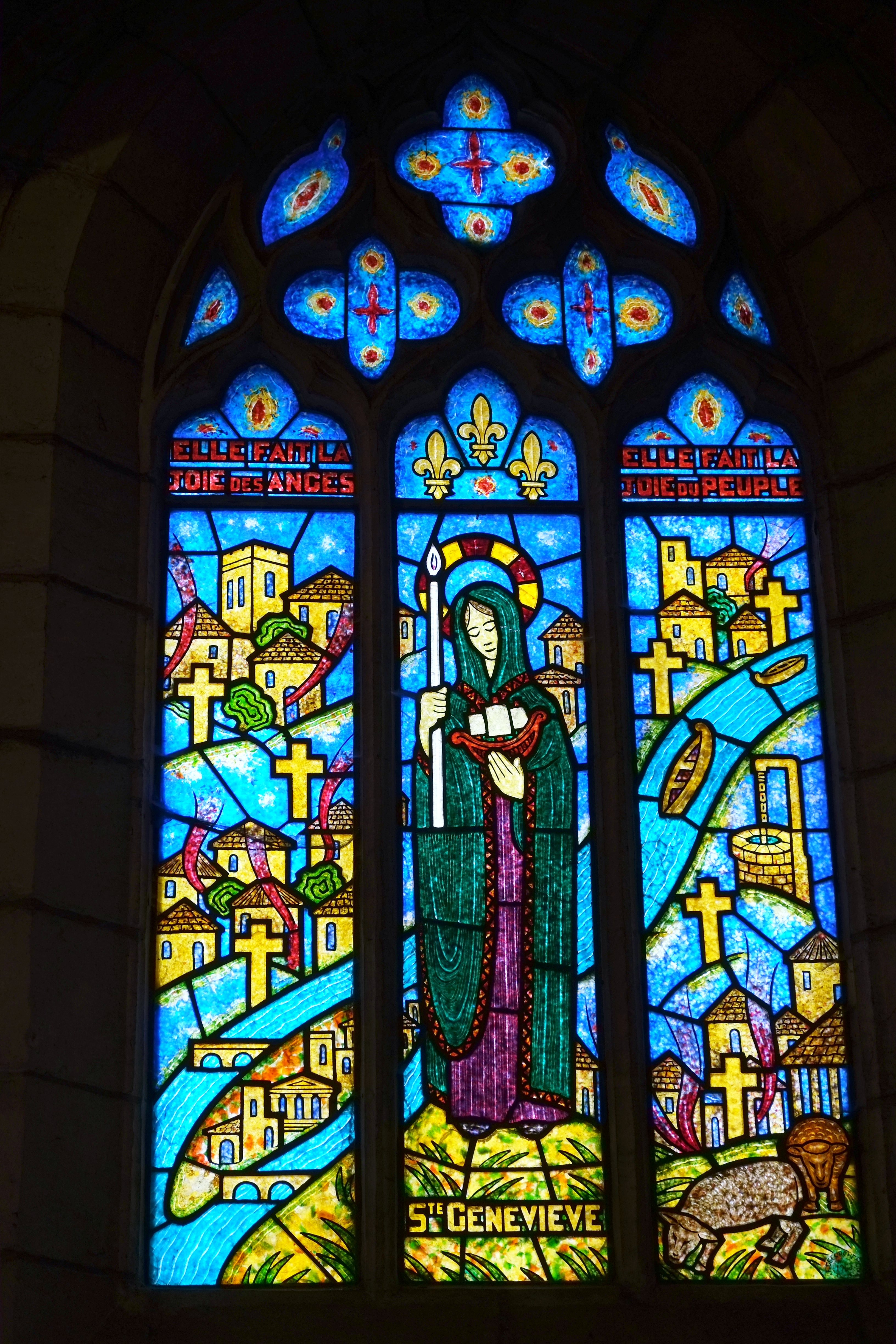
François Décorchemont, Sainte Geneviève, église Saint-Hélier de Beuzeville.

#### En1928
Paul Landowski réalise une statue de sainte Geneviève pour le pont de la Tournelle, qui traverse la Seine à Paris. Telle une haute figure de proue, elle est représentée sous les traits d'une grande femme protégeant un jeune enfant serrant contre lui une nef ; la nef est depuis l'Antiquité le symbole de Paris et aussi l'un des attributs de Geneviève. En effet, elle avait organisé avec la puissante corporation des Nautes des convois sur la Seine pour ravitailler Paris depuis Troyes et Meaux.

#### En1945
Anna Quinquaud réalise une statue de sainte Geneviève, aujourd'hui conservée à la Direction générale de la Gendarmerie nationale, Issy-les-Moulineaux.

#### Entre 1953 et 1960
François Décorchemont crée un vitrail Sainte Geneviève pour l'église Saint-Hélier de Beuzeville.

#### En 2017
Une mosaïque monumentale réalisée par Marko Rupnik est inaugurée sur le parvis de la cathédrale de Nanterre. Elle représente sainte Geneviève confiant au Christ la tour Eiffel.

### Galerie

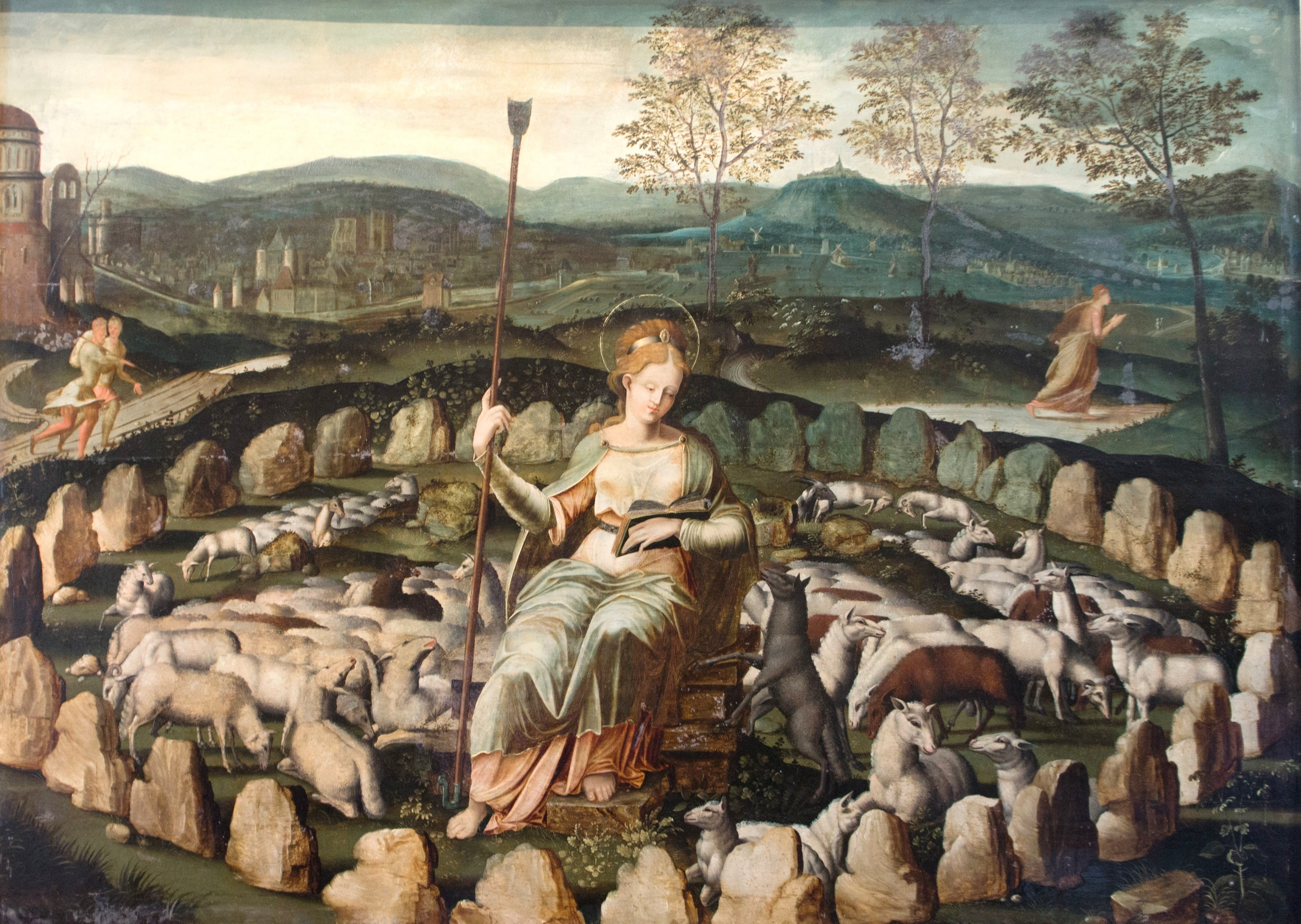
Sainte Geneviève au Lendit, peinture anonyme du XVIe siècle. En bergère, assise au centre d'un cromlech, avec sa brebis noire divinatoire à sa gauche.
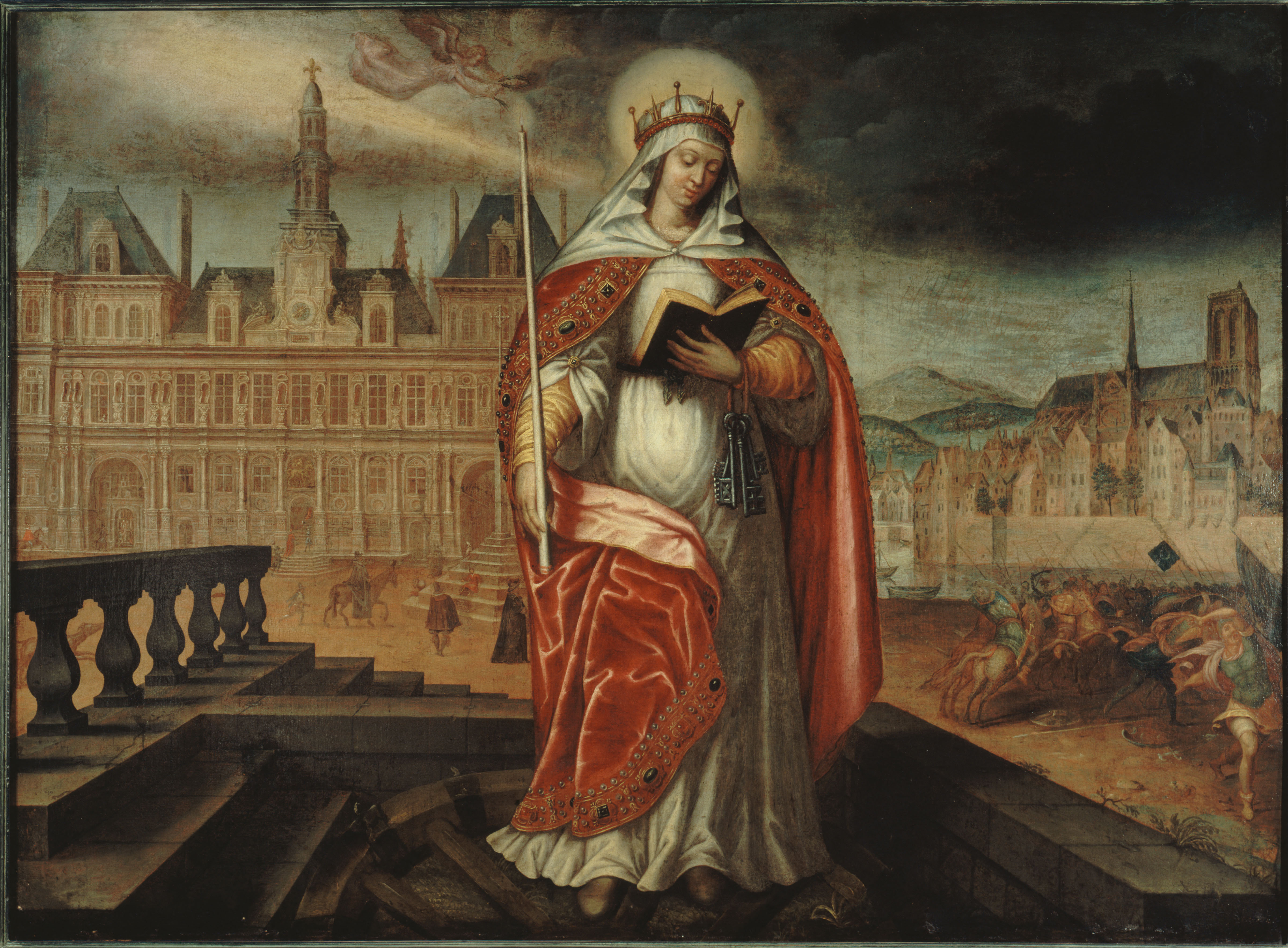
Sainte Geneviève qui tient de la main droite le cierge de la foi et de la main gauche le livre (v. 1620) (Paris, musée Carnavalet).
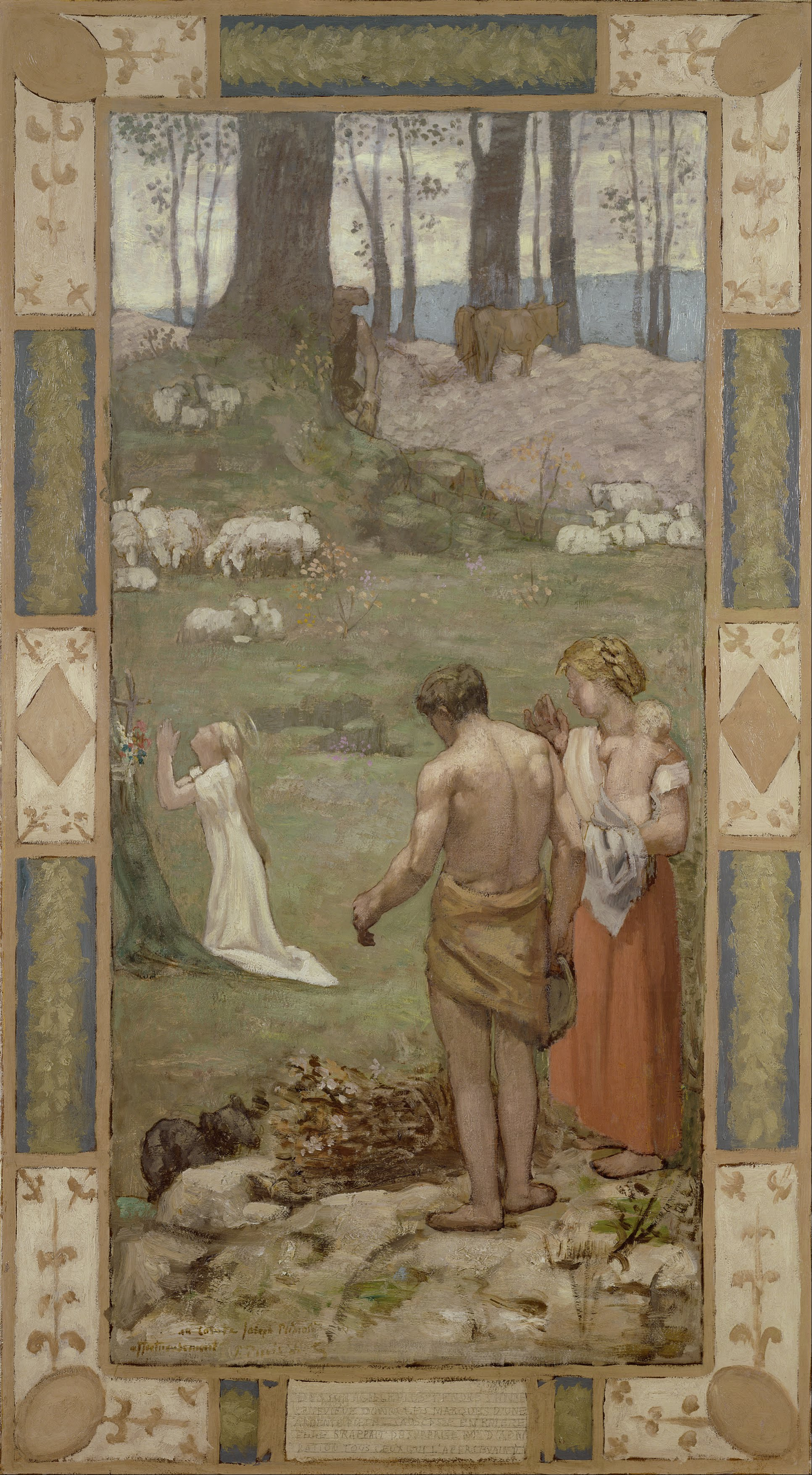
Pierre Puvis de Chavannes, L'enfance de Sainte Geneviève (entre 1874 et 1876) (Amsterdam, musée Van-Gogh).
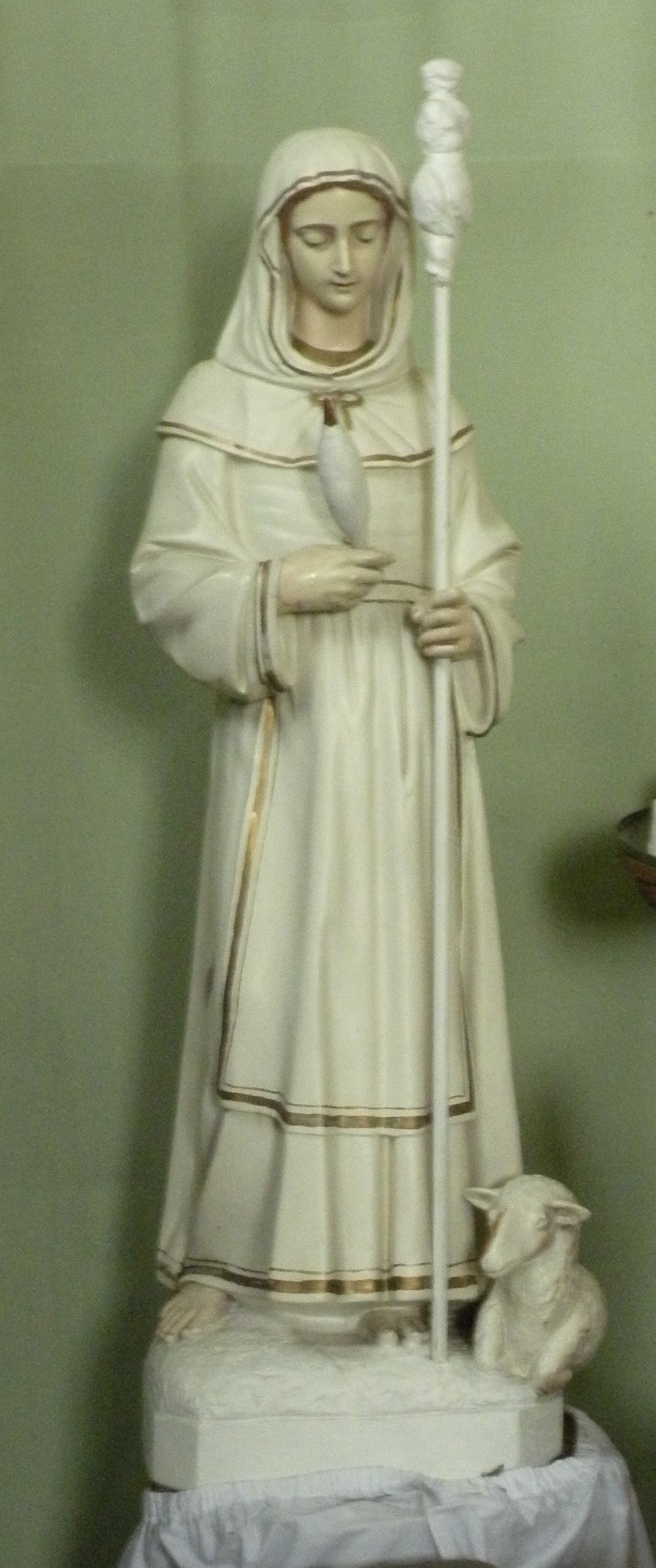
Sainte Geneviève en bergère (église Saint-Georges de Belloy-en-France).
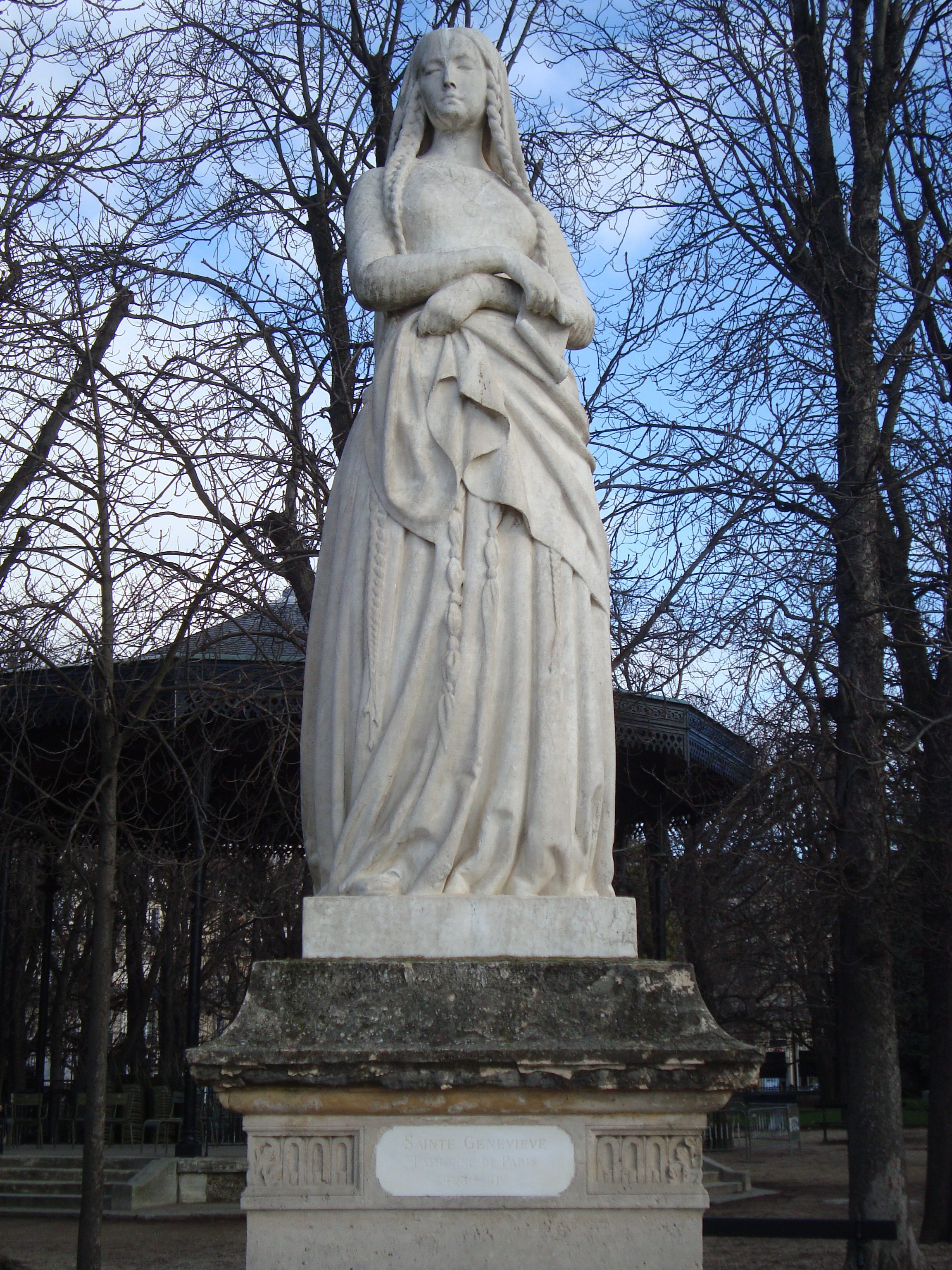
Michel-Louis Victor Mercier, Sainte Geneviève dans la série des Reines de France et Femmes illustres (Paris, jardin du Luxembourg).
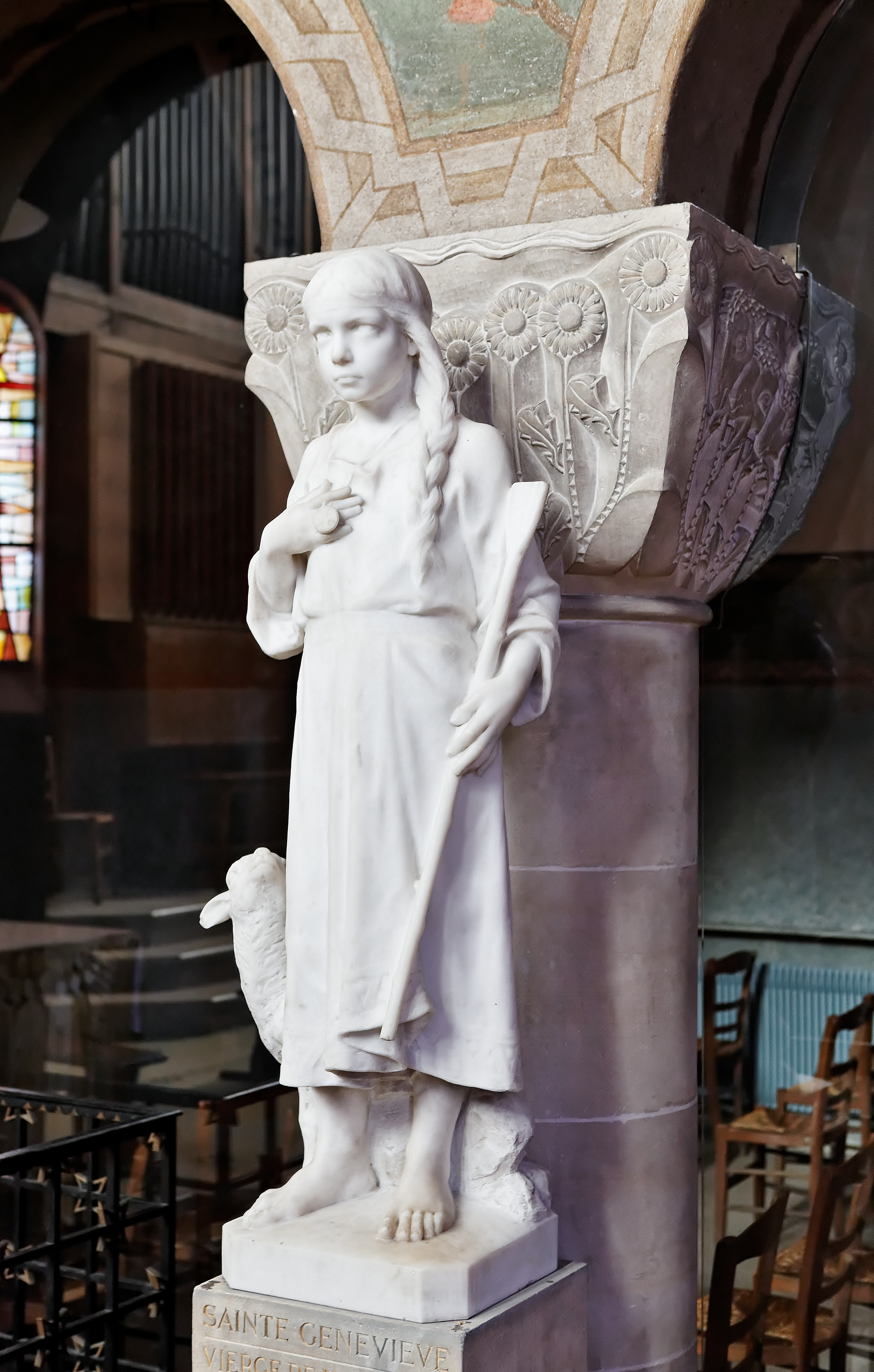
Eugène Bénet, Sainte-Geneviève enfant (cathédrale Sainte-Geneviève-et-Saint-Maurice de Nanterre).
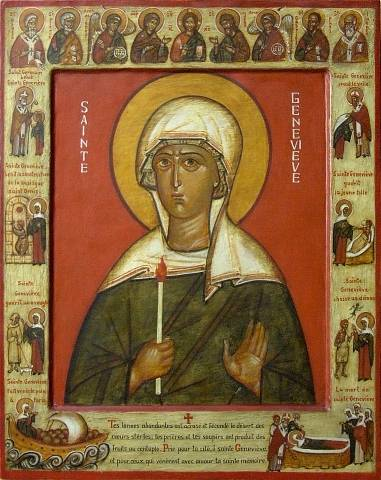
Icône de Sainte Geneviève
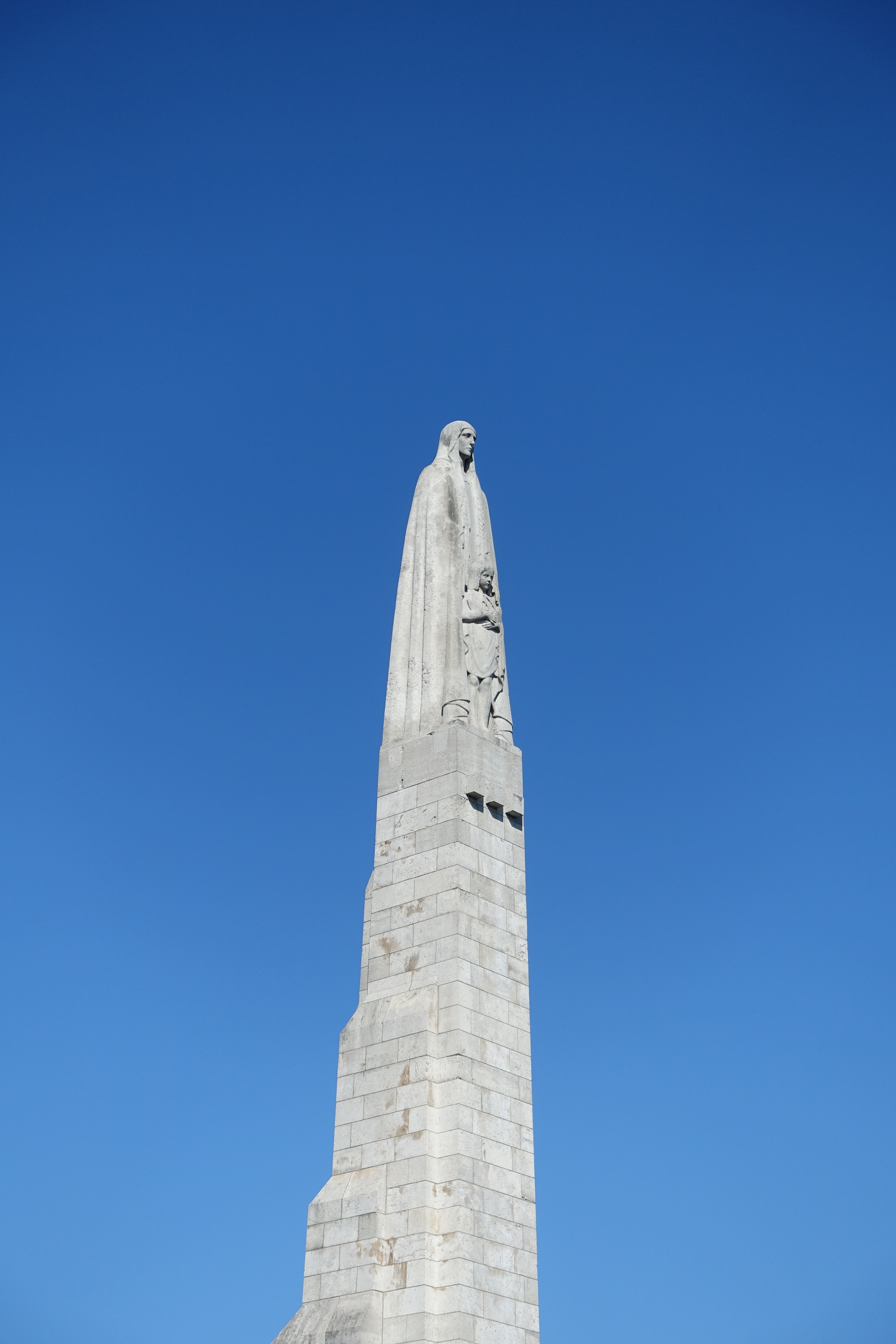
Paul Landowski, statue de Sainte Geneviève protégeant Paris sur le pont de la Tournelle.

### Littérature
Plusieurs œuvres littéraires évoquent le personnage ou la vie de sainte Geneviève :

#### Charles Péguy
Le vendredi 3 janvier 1913, pour le 1400e anniversaire de la mort de la sainte, Charles Péguy écrit un poème intitulé La Tapisserie de sainte Geneviève et de Jeanne d'Arc.

#### Elizabeth Brun
Elle écrit La vie de Sainte Geneviève, Patronne de Paris, biographie, Editions Mégard et Cie, Rouen, 1855.

#### Henri Lavedan
L'auteur écrit : La belle histoire de Geneviève, roman dialogué, Société littéraire de France, Paris, 1920, 289 pages.

#### Yvon Aybram
Le prélat a écrit : Petite vie de sainte Geneviève (421-502), Desclée De Brouwer, 2013.

#### Érasme
L'écrivain a composé Vers à Sainte Geneviève, traduit par Le Lièvre en 1611.

## Musique
Marc-Antoine Charpentier compose vers 1675 un motet Pour le jour de Ste Geneviève H 317 pour 3 voix, 2 dessus instrumentaux, et basse continue. Marcel Mirouze compose un opéra, Geneviève de Paris, créé en 1955 à Lyon. Christopher Wells en 2012 compose une cantate Sainte-Geneviève en dix tableaux pour 4 voix, orgue, instruments à vent, percussions.

## Célébration
En 2020, pour le 1600e anniversaire de sa naissance, plusieurs évènements sont programmés, certains étant annulés du fait de la pandémie de Covid-19. Le 11 janvier, une cérémonie a lieu en l'église Saint-Étienne-du-Mont en présence de la maire de Paris Anne Hidalgo et de l'archevêque de la capitale Michel Aupetit pour inaugurer l'« Année sainte Geneviève » ; pour l'occasion, un cierge de la sainte est remis à chacune des 116 paroisses du diocèse, lesquelles doivent accueillir ses reliques à tour de rôle durant l'année. En mars, une exposition de 60 panneaux illustrant sa vie lui doit lui rendre hommage sur les murs de l'ancienne caserne Lobau. Le 9 octobre est prévue une procession fluviale, où doivent être présentées ses reliques, celles de saint Marcel et celles de saint Denis. Du 18 au 20 novembre, le colloque « Sainte Geneviève, histoire et mémoire » est annoncé en Sorbonne, au collège des Bernardins et à l'Institut de France. Enfin, en décembre, un spectacle vivant doit lui être consacré autour et à l'intérieur de l'église Saint-Étienne-du-Mont.